# Dutch Open (badminton)
De Dutch Open is een jaarlijks badminton toernooi dat in Nederland sinds 1932 wordt gehouden. Het wordt georganiseerd door de Nederlandse Badminton Bond (NBB). Het toernooi is een onderdeel van het European Badminton Circuit.

## Winnaars
| Year      | Herenenkel              | Damesenkel            | Herendubbel                            | Damesdubbel                                       | Gemengddubbel                                     |
| --------- | ----------------------- | --------------------- | -------------------------------------- | ------------------------------------------------- | ------------------------------------------------- |
| 1932      | G. E. Devaston          | Esnough               | G. E. Devaston E. Mayne                | G. Devaston Esnough                               | G. E. Devaston G. Devaston                        |
| 1933      | F. L. Treasure          | Margaret Tragett      | J. D. M. McCallum F. L. Treasure       | Marian Horsley Margaret Tragett                   | Margaret Treasure R. C. Tragett                   |
| 1934      | Sven Stromann           | Bodil Clausen         | K. Sandvad Sven Stroman                | Bodil Clausen Tonny Olsen                         | Sven Stromann Bodil Clausen                       |
| 1935      | Sven Stromann           | Tonny Olsen           | K. Sandvad Sven Stroman                | Bodil Clausen Tonny Olsen                         | K. Sandvad Tonny Olsen                            |
| 1936      | E. H. den Hoed, Jr.     | Tonny Olsen           | K. Sandvad Sven Stroman                | Bodil Stroman Tonny Olsen                         | K. Sandvad Tonny Olsen                            |
| 1937      | H. J. Wingfield         | C. D. Newitt          | S. C. Minard G. E. A. Tautz            | L. W. Myers J. R. Stewart                         | S. C. Minard J. R. Steward                        |
| 1938 1952 | Geen competitie         | Geen competitie       | Geen competitie                        | Geen competitie                                   | Geen competitie                                   |
| 1953      | Jesper Sandvad          | Tove Andersen         | Jesper Sandvad Ole Mertz               | Tove Andersen Jytte Malmqvist                     | Jesper Sandvad Tove Andersen                      |
| 1954      | Eddy B. Choong          | Hanne Jensen          | Jorn Skaarup Preben Dabelsteen         | Hanne Jensen Annelise Hansen                      | Jorn Skaarup Annelise Hansen                      |
| 1955      | Eddy B. Choong          | Hanne Jensen          | Eddy L. Choong Eddy B. Choong          | Grete Flensted Edel Christensen                   | Arne Rasmussen Grete Flensted                     |
| 1956      | Ferry A. Sonneville     | Agnete Friis          | H. Becker Hansen Hans Jensen           | June Timperley Barbara Carpenter                  | John Timperley June Timperley                     |
| 1957      | Eddy B. Choong          | June Timperley        | Eddy B. Choong Oon Chong Teik          | Jörgen Hammergaard Hansen Hanne Jensen            | Eddy B. Choong Hanne Jensen                       |
| 1958      | Ferry A. Sonneville     | Iris Rogers           | Erland Kops J. Hageman                 | June Timperley Iris Rogers                        | Hugh Findlay Iris Rogers                          |
| 1959      | Knud Aage Nielsen       | Karin Rasmussen       | Bengt Albertsen Ole Mertz              | L. Hagen Olsen Annette Schmidt                    | Ole Mertz Inge Kjaergaard                         |
| 1960      | Ferry A. Sonneville     | Pratuang Pattabongs   | John Best Peter Waddell                | Pratuang Pattabongs Annette Schmidt               | John Best Audrey Marshall                         |
| 1961      | Ferry A. Sonneville     | Hanne Jensen          | Knud Aage Nielsen Ole Mertz            | Hanne Jensen Karin Rasmussen                      | B. Holst-Christensen Tonny Holst-Christensen      |
| 1962      | Ferry A. Sonneville     | Kirsten Dahl          | Charoen Wattanasin Oon Chong Teik      | Bente Flindt Ulla Rasmussen                       | Oon Chong Teik Ulla Rasmussen                     |
| 1963      | Henning Borch           | Bente Flindt          | Henning Borch Jorgen Mortensen         | Bente Flindt Anne Flindt                          | Hans Henrik Svendsen Anne Flindt                  |
| 1964      | Henning Borch           | Judy Hashman          | Henning Borch Jorgen Mortensen         | Sue Peard Judy Hashman                            | John Havers Jennifer Pritchard                    |
| 1965      | Tom Bacher              | Angela Bairstow       | Ole Mertz Klaus Kaagaard               | Angela Bairstow Anita Price                       | Tony Jordan Angela Bairstow                       |
| 1966      | Knud Aage Nielsen       | Angela Bairstow       | Punch Gunalan Oon Chong Hau            | Heather Nielsen Jennifer Horton                   | David Horton Jennifer Horton                      |
| 1967      | Erland Kops             | Imre Rietveld         | Erland Kops Tom Bacher                 | Imre Rietveld Ulla Strand                         | Tony Jordan Angela Bairstow                       |
| 1968      | Erland Kops             | Irmgard Latz          | Sangob Rattanusorn Chavalert Chumkum   | Margaret Boxall Sue Pound                         | Paul Whetnall Angela Bairstow                     |
| 1969      | Oon Chong Hau           | Gillian Perrin        | Erland Kops Bjarne Andersen            | Marieluise Wackerow Gudrun Ziebold                | Derek Talbot Gillian Perrin                       |
| 1970      | Elo Hansen              | Susan Whetnall        | David Eddy R. A. Powell                | Margaret Boxall Susan Whetnall                    | Derek Talbot Gillian Perrin                       |
| 1971      | Svend Pri               | Eva Twedberg          | Erland Kops Svend Pri                  | Judy Hashman Gillian Gilks                        | Derek Talbot Gillian Gilks                        |
| 1972      | Sture Johnsson          | Eva Twedberg          | Erland Kops Svend Pri                  | Judy Hashman Gillian Gilks                        | Roland Maywald Brigitte Steden                    |
| 1973      | Sture Johnsson          | Gillian Gilks         | David Eddy Eddy Sutton                 | Gillian Gilks Bridget Cooper                      | Derek Talbot Gillian Gilks                        |
| 1974      | Svend Pri               | Eva Stuart            | Ray Stevens Mike Tredgett              | Brigitte Steden Marieluise Zizmann                | Roland Maywald Brigitte Steden                    |
| 1975      | Flemming Delfs          | Gillian Gilks         | Ray Stevens Mike Tredgett              | Susan Whetnall Nora Gardner                       | David Eddy Susan Whetnall                         |
| 1976      | Flemming Delfs          | Gillian Gilks         | Flemming Delfs Elo Hansen              | Susan Whetnall Gillian Gilks                      | Derek Talbot Gillian Gilks                        |
| 1977      | Derek Talbot            | Gillian Gilks         | David Eddy Eddy Sutton                 | Joke van Beusekom Marjan Ridder                   | Derek Talbot Gillian Gilks                        |
| 1978      | Flemming Delfs          | Gillian Gilks         | Svend Pri Jesper Helledie              | Anne Statt Nora Perry                             | Mike Tredgett Nora Perry                          |
| 1979      | Flemming Delfs          | Gillian Gilks         | Derek Talbot Elliot Stuart             | Gillian Gilks Marjan Ridder                       | Derek Talbot Gillian Gilks                        |
| 1980      | Geen competitie         | Geen competitie       | Geen competitie                        | Geen competitie                                   | Geen competitie                                   |
| 1981      | Nick Yates              | Lene Køppen           | Billy Gilliland Dan Travers            | Gillian Gilks Paula Kilvington                    | Thomas Kihlström Gillian Gilks                    |
| 1982      | Prakash Padukone        | Jane Webster          | Martin Dew Mike Tredgett               | Gillian Gilks Gillian Clark                       | Martin Dew Gillian Gilks                          |
| 1983      | Morten Frost            | Sally Podger          | Steen Fladberg Jesper Helledie         | Gillian Gilks Gillian Clark                       | Martin Dew Gillian Gilks                          |
| 1984      | Jens Peter Nierhoff     | Helen Troke           | Mark Christiansen Michael Kjeldsen     | Gillian Gilks Karen Beckman                       | Martin Dew Gillian Gilks                          |
| 1985      | Michael Kjeldsen        | Kirsten Larsen        | Steen Fladberg Jesper Helledie         | Gillian Clark Gillian Gowers                      | Steen Fladberg Gitte Paulsen                      |
| 1986      | Ib Frederiksen          | Xiao Jie              | He Xiangyang Tang Hai                  | Helen Troke Gillian Gowers                        | Andy Goode Fiona Elliot                           |
| 1987      | Poul-Erik Høyer Larsen  | S. Kusumawardhani     | Mark Christiansen Stefan Karlsson      | Christine Magnusson Maria Bengtson                | Stefan Karlsson Maria Bengtsson                   |
| 1988      | Jens Peter Nierhoff     | Fiona Smith-Elliot    | Jens Peter Nierhoff Michael Kjeldsen   | Gillian Clark Sara Sankey                         | Jesper Knudsen Nettie Nielsen                     |
| 1989      | Allan Budi Kusuma       | Eline Coene           | Eddy Hartono Rudy Gunawan              | Grete Mogensen Pernille Dupont                    | Eddy Hartono Verawaty Fayrin                      |
| 1990      | Hermawan Susanto        | Minarti Timur         | Jon Holst-Christensen Thomas Lund      | Lisbeth Stuer-Lauridsen Nettie Nielsen            | Par Gunnar Jönsson Maria Bengtsson                |
| 1991      | Poul-Erik Høyer Larsen  | S. Kusumawardhani     | Eddy Hartono Rudy Gunawan              | Gillian Gowers Sara Sankey                        | Henrik Svarrer Marlene Thomsen                    |
| 1992      | Hermawan Susanto        | S. Kusumawardhani     | Yap Kim Hock Tan Kim Her               | Anne-Mette Bille Michelle Rasmussen               | Dave Wright Sara Sankey                           |
| 1993      | Poul-Erik Høyer Larsen  | Susi Susanti          | Cheah Soon Kit Soo Beng Kiang          | Finarsih Lili Tampi                               | Jan-Erik Antonsson Astrid Crabo                   |
| 1994      | Poul-Erik Høyer Larsen  | Lim Xiaoqing          | Denny Kantono Antonius Ariantho        | Peng Xinyong Zhang Jin                            | Chris Hunt Gillian Gowers                         |
| 1995      | Geen competitie         | Geen competitie       | Geen competitie                        | Geen competitie                                   | Geen competitie                                   |
| 1996      | Sun Jun                 | Yao Yan               | Ge Cheng Tao Xiaoqing                  | Eline Coene Erica van der Heuvel                  | Jan-Erik Antonsson Astrid Crabo                   |
| 1997      | Wong Choong Hann        | Judith Meulendijks    | Jens Eriksen Jesper Larsen             | Pernille Harder Kelly Morgan                      | Jonas Rasmussen Ann-Lou Jørgensen                 |
| 1998      | Roslin Hashim           | Zhou Mi               | Cheah Soon Kit Choong Tan Fook         | Huang Nanyan Yang Wei                             | Jon Holst-Christensen Ann-Lou Jørgensen           |
| 1999      | Xia Xuanze              | Tang Chunyu           | Choong Tan Fook Lee Wan Wah            | Chen Lin Jiang Xuelian                            | Chen Quiqiu Chen Lin                              |
| 2000      | Chen Hong               | Zhou Mi               | Halim Haryanto Sigit Budiarto          | Helene Kirkegaard Rikke Olsen                     | Chen Quqiu Chen Lin                               |
| 2001      | Lee Tsuen Seng          | Mia Audina            | Jon Holst-Christensen Jesper Larsen    | Anastasia Russkikh Xu Huaiwen                     | Gail Emms Nathan Robertson                        |
| 2002      | Wong Choong Hann        | Mia Audina            | Ha Tae-kwon Kim Dong-moon              | Ann-Lou Jørgensen Rikke Olsen                     | Kim Dong-moon Lee Kyung-won                       |
| 2003      | Lee Hyun-il             | Yao Jie               | Ha Tae-kwon Kim Dong-moon              | Ra Kyung-min Lee Kyung-won                        | Ra Kyung-min Kim Dong-moon                        |
| 2004      | Kenneth Jonassen        | Pi Hongyan            | Tony Gunawan Howard Bach               | Lena Frier Kristiansen Kamilla Rytter Juhl        | Thomas Laybourn Kamilla Rytter Juhl               |
| 2005      | Muhammad Hafiz Hashim   | Xu Huaiwen            | Choong Tan Fook Lee Wan Wah            | Mia Audina Lotte Bruil                            | Robert Mateusiak Nadiezda Kostiuczyk              |
| 2006      | Ayob Sairul Amar        | Andriyanti Firdasari  | Rian Sukmawan Eng Hian                 | Rani Mundiasti Endang Nursugianti                 | Robert Blair Jenny Wallwork                       |
| 2007      | Lee Yen Hui Kendrick    | Li Wenyan             | Rian Sukmawan Yonatan Suryatama Dasuki | Anastasia Russkikh Ekaterina Ananina              | Rasmus Bonde Nissen Christinna Pedersen           |
| 2008      | Andre Kurniawan Tedjono | Yao Jie               | Fran Kurniawan Rendra Wijaya           | Lena Frier Kristiansen Kamilla Rytter Juhl        | Joachim Fisher Nielsen Christinna Pedersen        |
| 2009      | Chetan Anand            | Yao Jie               | Johannes Schoettler Kristoff Hopp      | Nina Vislova Valeria Sorokina                     | Valeria Sorokina Alexandr Nikolaenko              |
| 2010      | Sho Sasaki              | Juliane Schenk        | Hirokatsu Hashimoto Noriyasu Hirata    | Nina Vislova Valeria Sorokina                     | Valeria Sorokina Alexandr Nikolaenko              |
| 2011      | Hsueh Hsuan-Yi          | Yao Jie               | Michał Łogosz Adam Cwaline             | Duanganong Aroonkesorn Kunchala Voravichitchaikul | Songphon Anugritayawon Kunchala Voravichitchaikul |
| 2012      | Eric Pang               | Kristina Gavnholt     | Alvent Yulianto Chandra Markis Kido    | Selena Piek Iris Tabeling                         | Mads Pieler Kolding Kamillia Rytter Juhl          |
| 2013      | Wei Nan                 | Busanan Ongbumrungpan | Wahyu Nayaka Ade Yusuf                 | Bao Yixin Tang Jinhua                             | Danny Bawa Chrisnanta Vanessa Neo Yu Yan          |
| 2014      | Ajay Jayaram            | Zhang Beiwen          | Baptiste Careme Ronan Labar            | Eefje Muskens Selena Piek                         | Riky Widianto Richi Puspita Dili                  |
| 2015      | Ajay Jayaram            | Kirsty Gilmour        | Koo Kien Keat Tan Boon Heong           | Gabriela Stoeva Stefani Stoeva                    | Ronan Labar Emilie Lefel                          |
| 2016      | Wang Tzu-wei            | Zhang Beiwen          | Lee Jhe-huei Lee Yang                  | Setyana Mapasa Gronya Somerville                  | Mathias Christiansen Sara Thygesen                |
| 2017      | Kento Momota            | Zhang Beiwen          | Liao Min-chun Su Cheng-heng            | Della Destiara Haris Rizki Amelia Pradipta        | Marcus Ellis Lauren Smith                         |